# RealDoll

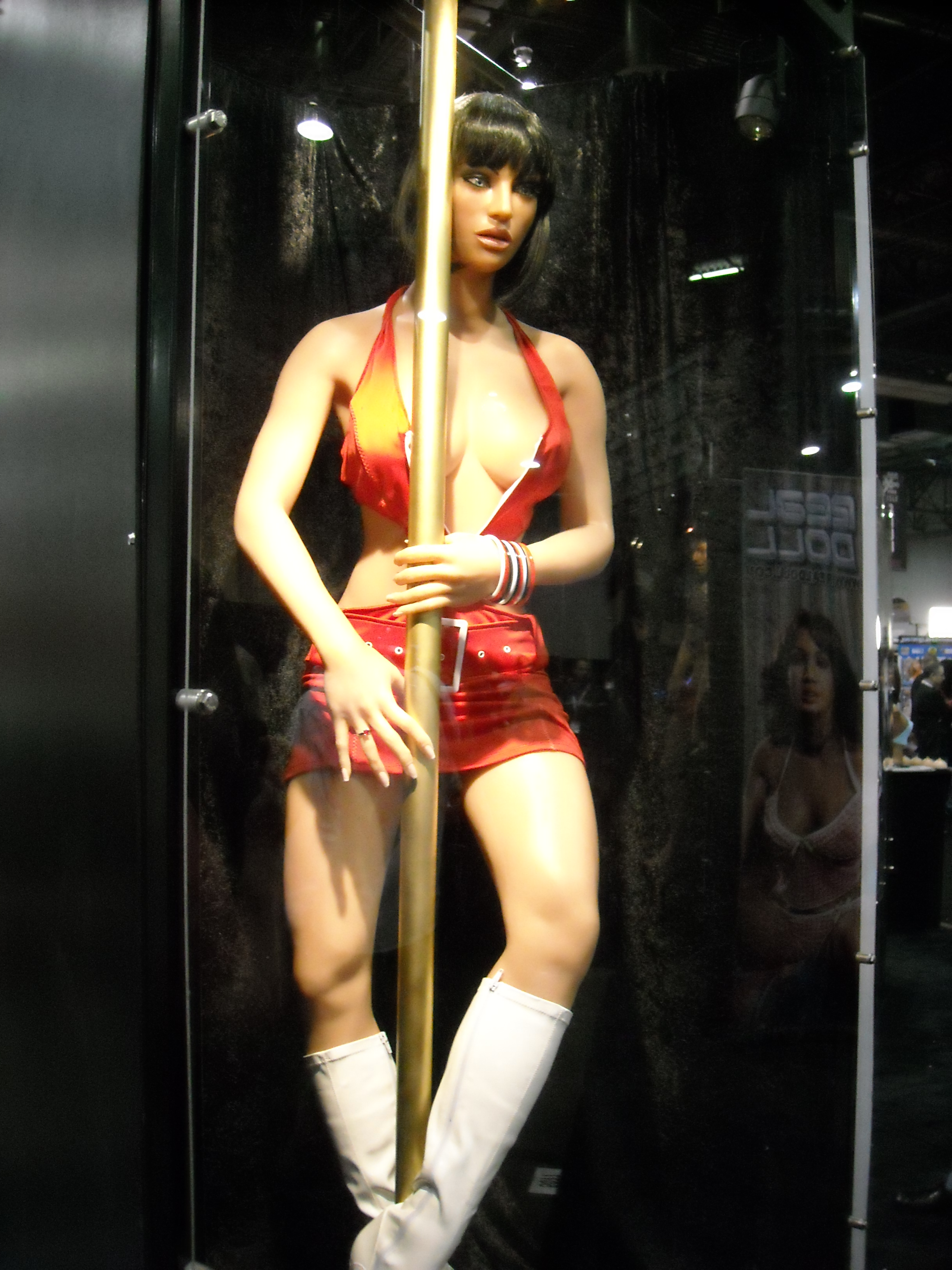
Uma boneca RealDoll apoiada em uma barra de pole dance.

RealDoll é uma boneca sexual em tamanho real (também considerada um manequim) fabricada pela Abyss Creations em San Marcos, Califórnia, e vendida em todo o mundo. Possui um esqueleto móvel feito de PVC com juntas de aço e silicone semelhante a pele humana. A compra e venda de RealDolls é considerada um "tabu".
Além das ginoides, a Abyss também cria bonecos homens e transexuais.

## Detalhes e história
A RealDoll foi criada para simular a aparência, textura e peso do ser humano do sexo feminino e masculino. Sua principal função é servir como parceiros sexuais. Esta atividade pode ser acompanhada de determinadas preparações, tais como vesti-los em diferentes tipos de roupas, mudando de perucas ou maquiagem, e até mesmo ajustar a temperatura do corpo através do uso de cobertores elétricos ou banhos.
Os primeiros protótipos eram feitos de látex sólido com uma estrutura de esqueleto, mas as versões posteriores foram feitas de silicone. Em junho de 2009, a Abyss Creations mudou de silicone com cura de estanho para silicone de platina, o que resultou em bonecos menos propensos a rasgos e marcas de compressão do que os RealDolls mais antigos. As bonecas são consideradas delicadas e precisam de reparos eventuais.

### Robôs sexuais
Em agosto de 2017, foi lançado bonecas "Realbotix". Elas são equipadas com a plataforma de inteligência artificial AI Harmony, que conversa através de um chatbot homônimo. De acordo com os criadores, elas seriam as primeiras bonecas movidas a IA do mundo. A primeira boneca foi Harmony, seguida de Solana e Henry. A IA foi criada por Guile Lindroth, um engenheiro brasileiro, que programou a base de dados a mão para evitar que ela acabasse como Tay, IA da Microsoft que virou neonazista. Ela também possui acesso a algumas bibliotecas online, como a Wikipédia. Christopher Trout, da Engadget, classificou a boneca como pertencente ao vale da estranheza. Também anunciaram que até o fim do ano passariam a vender bonecas com cabeças animatrônicas. Em agosto de 2018, foi lançado bonecas com o  "X-Mode", onde elas são capazes de reagir a movimentos e toques além das expressões faciais básicas. É possível usar as bonecas na plataforma de strip club virtual CamSoda.

## Casamentos
Algumas pessoas declararam que estavam em relacionamentos ou até mesmo casados com as RealDolls. Amber Hawk Swanson declarou-se casar com uma das bonecas e criou a série de vídeos Amber Doll Project. Um homem que se identifica como Davecat afirmou ser um tecnossexual e estar em um relacionamento poliamoroso com duas RealDolls.

## Cultura popular
As bonecas já apareceram em filmes e séries de televisão como Real Sex, My Strange Addiction, Sons of Anarchy e Lars and the Real Girl. Também foram feitos documentários sobre o tema, como Guys and Dolls, da BBC. Elas também são retratadas em filmes pornográficos, como 2040, filme da Wicked Pictures estrelado por Jessica Drake.